# Plectranthus calaminthoides
Plectranthus calaminthoides là một loài thực vật có hoa trong họ Hoa môi. Loài này được (Baker) ined. miêu tả khoa học đầu tiên.